# 山田英介
山田 英介（やまだ えいすけ、1945年4月6日 - 2012年11月25日）は、日本の政治家・法律家。衆議院議員経験者（5期）。

## 経歴
1971年司法書士の試験に合格し開業、埼玉県第4区が新しい区割りとなって初の衆院選の1976年第34回衆議院議員総選挙同区から公明党新人として出馬も落選、1979年第35回衆議院議員総選挙で初当選（公明党新人代議士同期に木内良明）。1980年の第36回衆議院議員総選挙で落選し1983年の第37回衆議院議員総選挙で返り咲き、その後1993年の第40回衆議院議員総選挙まで連続4期、通算5期衆議院議員を務めた。93年内閣総理大臣指名選挙で細川護煕日本新党代表を持し政治改革政権発足で与党国会議員になる。
1994年12月10日の新進党結党大会に参加。海部俊樹初代党首を首班の明日の内閣では通産相、1995年ポスト海部の党首選で小沢一郎でなく羽田孜を支持した。1996年第41回衆議院議員総選挙では重複立候補せず埼玉県第14区から単独立候補し自民党の三ッ林弥太郎と対決し1139票差で敗れた。この選挙では自民党総務局長である白川勝彦及び同組織広報本部長の亀井静香らによる反創価学会キャンペーンも行われていた。
1997年12月31日新進党が分党した際に無所属となり、1998年の第18回参議院議員通常選挙では埼玉県選挙区から立候補した浜田卓二郎の支援を行った。1999年秋に同じく元公明党代議士で公明党再結成不参加の東祥三・権藤恒夫・二見伸明らが属す自由党に入党し2000年の第42回衆議院議員総選挙に出馬したが小選挙区で敗北、比例北関東ブロックでの復活当選もならず政界から引退した。その後は法律家をしている。
2012年11月25日にS状結腸がんのため死去。67歳没。